# Peso supercrucero
Peso supercrucero o peso Bridger, es una categoría de peso en el boxeo profesional creada y utilizada únicamente por el Consejo Mundial de Boxeo (WBC). El peso es conocido por el nombre del estadounidense Bridger Walker, de seis años, quien salvó a su hermana de cuatro años del ataque de un perro callejero en julio de 2020, dejándole numerosas heridas irreversibles.

## Historia
Después de otorgarle a Bridger Walker un cinturón de campeonato y nombrarlo «campeón honorario» en julio de 2020, el CMB anunció el establecimiento del peso puente cuatro meses después, el 9 de noviembre. Está división se estableció para boxeadores que pesen entre 91 kg (200lb) y 102 kg (224lb), la categoría de peso se sitúa entre el peso crucero y el peso pesado del CMB. El presidente del CMB el mexicano  Mauricio Sulaimán declaró que la decisión de crear esta nueva categoría de peso viene motivada por la necesidad de crear un división ''bridger'' (bridger en inglés) para albergar a una gran cantidad de boxeadores que se encuentran entre las 200 y las 220 lb. También declaró que este nombre rinde homenaje a aquél héroe de la humanidad, ese niño de seis años quién heroicamente defendió a su hermana menor de un ataque de un perro callejero durante la epidemia de COVID-19, este nombre se inspira en Bridger Walker
El WBC pretende reducir el límite inferior para la categoría de peso a 190 lbs (86 kg) , reduciendo el límite superior para el peso crucero en consecuencia, dentro de "seis meses o un año" del anuncio de noviembre de 2020. Esto movería el límite de peso crucero fuera de lo establecido por otras de las principales organizaciones sancionadoras.
En diciembre de 2020, el WBC anunció el primer conjunto de clasificaciones para la nueva división, con Óscar Rivas en el puesto número 1.
La primera pelea se llevó a cabo el 3 de abril de 2021 con Geovany Bruzón derrotando a José Germán García Montes por nocaut técnico en ocho asaltos para ganar el título Latino del CMB.
La pelea inaugural por el campeonato mundial tuvo lugar el 22 de octubre entre Oscar Rivas y Ryan Rozicki, con Rivas ganando por decisión unánime en doce asaltos.

## Reacción
A enero de 2022, ninguna de las otras organizaciones sancionadoras importantes ( AMB, FIB, OMB ) han adoptado la nueva categoría de peso.
El editor en jefe de The Ring, Doug Fischer, dijo en noviembre de 2020 cuando se le preguntó si la revista reconocería la nueva categoría de peso que "plantearé (la pregunta) al panel de calificaciones de Ring. Por el momento, sin embargo, la respuesta es no. Es completamente nuevo y el CMB aún tiene que organizar una pelea por su título inaugural. Pero si el WBC es capaz de armar un top 10-25 creíble de pequeños pesos pesados que están de acuerdo con ser clasificados como 'Pesos puente' y si el concepto se pone de moda con las otras organizaciones sancionadoras principales, ¿quién sabe? Quizá tengamos que reconocerlo.
Deontay Wilder, quien ha peleado dentro de los límites del peso puente durante gran parte de su carrera, dijo que no estaba interesado en pelear en esta nueva categoría de peso. La IBA, una organización sancionadora menor que se considera poco, tiene una categoría de peso similar llamada supercrucero para boxeadores que pesan entre 195 lbs (88 kg) y 220 lbs (100kg).